# 앨런 리치
앨런 리치(Allen Leech, 1981년 5월 18일 ~ )는 아일랜드의 배우이다.

## 출연 작품
- 다운튼 애비 (2019)
- 보헤미안 랩소디 (2018)
- 헌터스 프레어 (2017)
- 다운튼 애비 시즌5 (2014)
- 이미테이션 게임 (2014)
- 다운튼 애비 시즌4 (2013)
- 인 피어 (2013)
- 그랜드 피아노 (2013)
- 스위니 (2012)
- 시간에서 시간으로 (2009)
- 영웅과 악인 - 훈족의 왕 아틸라 (2008)
- 영웅과 악인 (2007)
- 튜더스 1 : 왕의 여자들 (2007)
- 카우보이 앤 엔젤스 (2003)